# William Dunham
William Wade Dunham (Pittsburgh, 8 dicembre 1947) è un matematico e storico della matematica statunitense, particolarmente noto per i suoi scritti su Eulero.

## Biografia
Si è laureato nel 1969 all'Università di Pittsburgh, poi ha ottenuto un M.A.
nel 1970 e un Ph.D. nel 1974 alla Ohio State University, con una tesi sulla topologia. 
È stato docente di matematica alla Ohio State University e all'Hannover College. Dal 1992 è Professore Emerito di matematica presso il Muhlenberg College di Allentown (Pennsylvania).
È stato visiting Professor alla Harvard University e alla Ohio State University (visiting Associate Professor dal 1987 al 1989).
Nel 1970 si è sposato con Penelope Higgins (Penny Dunham), anch'essa una matematica, con la quale ha avuto due figli.

## Pubblicazioni
- Journey Through Genius: The Great Theorems of Mathematics, Wiley, 1990
- Euler and the Fundamental Theorem of Algebra, The College Mathematics Journal, Vol. 22, Nr. 4, 1991
- The Mathematical Universe, Wiley 1994 [2]
- 1996: A Triple Anniversary, Math Horizons, 1996 [3]
- Euler: The Master of Us All, Mathematical Association of America, 1999 – ISBN 0-88385-328-0.
- Touring the Calculus, American Mathematical Monthly, 2005 [4]
- The Calculus Gallery, Princeton University Press, 2008
- A Tribute to Euler, Clay Math Annual Report, 2008 [5]
- Great Thinkers, Great Theorems, The Teaching Company, 2010